# Bábonymegyer megállóhely
Bábonymegyer megállóhely egy Somogy vármegyei vasúti megállóhely Bábonymegyer településen, a MÁV üzemeltetésében.
A korábban különálló Bábony és Megyer településrészek központjaitól közel azonos távolságra helyezkedik el, mindkettőtől délre, a településen végighúzódó 6511-es úttól 150-200 méter távolságra; közúti elérését egy, az utóbbi útból kiágazó önkormányzati út biztosítja.

## Vasútvonalak
A megállóhelyet az alábbi vasútvonalak érintik:
- Kaposvár–Siófok-vasútvonal

## Kapcsolódó állomások
A megállóhelyhez az alábbi állomások vannak a legközelebb:
- Daránypuszta megállóhely (Kaposvár–Siófok-vasútvonal)
- Tab vasútállomás (Kaposvár–Siófok-vasútvonal)

## Forgalom
| Járat        | Útvonal | Gyakoriság |
| ------------ | --- | ---------- |
| személyvonat | Siófok – Sióvölgy – Siójut – Ádánd – Som-Nagyberény – Daránypuszta – Bábonymegyer – Tab – Kapoly – Somogymeggyes – Karád – Andocs – Bonnya – Kisbárapáti – Felsőmocsolád – Mernye – Somodor – Somogyaszaló – Répáspuszta – Toponár – Kaposszentjakab – Kaposvár | Napi 3 pár |
| személyvonat | Siófok – Sióvölgy – Siójut – Ádánd – Som-Nagyberény – Daránypuszta – Bábonymegyer – Tab | Napi 1 pár |